# Domitius menozzii
Espèce
Synonymes
- Nesticus menozzii Caporiacco, 1934
- Carpathonesticus menozzii (Caporiacco, 1934)

Domitius menozzii est une espèce d'araignées aranéomorphes de la famille des Nesticidae.

## Distribution
Cette espèce est endémique de Ligurie en Italie,. Elle se rencontre dans les grottes grotta Tann-a da Suja et grotta Pertüzo do Canté.

## Publication originale
- Caporiacco, 1934 : I Nesticus liguri ed emiliani. Annali del Museo Civico di Storia Naturale di Genova, vol. 56, p. 395-405.